# Voûtain au-dessus d'Asa, Josaphat et Joram
Le voûtain au-dessus d'Asa, Josaphat et Joram a été peint à fresque par Michel-Ange vers 1511-1512 et fait partie de la décoration du plafond de la chapelle Sixtine dans les musées du Vatican à Rome, commandé par Jules II.

## Histoire
Les voûtains, comme les lunettes en-dessous, contiennent la série des Ancêtres du Christ, et leur sont étroitement liés d'un point de vue iconologique, bien qu'ils soient très différents du point de vue iconographique et du point de vue du style et de la forme. Ce sont des espaces triangulaires concaves, que l'artiste a remplis de groupes familiaux sur fond sombre (contrairement aux fonds clairs des lunettes) et avec des positions différentes, assis au sol plutôt que sur des marches, pour s'adapter à la forme de l'espace à peindre. L'identification des sujets, tirée de la généalogie du Christ dans l'Évangile de Matthieu, est basée sur les noms inscrits sur les cartouches au centre des lunettes en-dessous. Les lunettes surmontées d'un voûtain ont généralement trois noms au lieu de deux. Il n'y a pas accord entre les savants sur les noms des différents groupes représentés : Michel-Ange n'a utilisé aucun attribut iconographique et ne recherchait peut-être même pas une identification directe et incontestable, se concentrant plutôt sur la représentation de divers types humains et attitudes.
Les espaces triangulaires au-dessus de chaque voûtain sont remplis des dits nus de bronze, des figures monochromes simulant le bronze, placées dans des positions symétriques devant des fonds sombres et violacés, séparés par un crâne de bélier duquel pendent des rubans dorés
Les voûtains ont été réalisées, comme le reste des fresques de la voûte, en deux phases, à partir du mur du fond, en face de l'autel. Les derniers épisodes d'un point de vue chronologique des histoires racontées ont donc été les premiers à être peints. À l'été 1511, la première moitié de la chapelle devait être achevée, nécessitant le démontage de l'échafaudage et sa reconstruction dans l'autre moitié. La deuxième phase, qui a débuté en octobre 1511, s'est terminée un an plus tard, juste à temps pour le dévoilement de l'œuvre la veille de la Toussaint 1512.
Le voûtain au-dessus d'Asa, Josaphat et Joram est donc l’un de ceux de la dernière phase du chantier.

## Description et style
Dans la lunette en-dessous, le groupe familial est identifié comme celui de Josaphat et ses enfants, le voûtain devrait donc montrer la famille d’Asa.
La scène est dominée par la femme au premier plan, qui sommeille avec son torse couché sur une jambe pliée avec l'autre étendue, appuyée sur un oreiller sur le côté. Derrière elle, un enfant et un homme accroupi sont représentés : ce sont des figures dans l’ombre, définies très brièvement, selon un processus rappelant la sculpture « non finie », visible dans des œuvres comme le Tondo Pitti.
Le voûtain a été effectué en un seul « jour » de fresque, à l’exception du coin inférieur droit ; un carton préparatoire a été utilisé qui a été transféré sur le plâtre par gravure, avec des traits rapides et raccourcis.

## Nus de bronze
Les deux nus de bronze sont insérés dans les espaces triangulaires, dans une position tordue qui semble les pousser à sortir de l’espace étroit dans lequel ils sont relégués. Ils ont les jambes tendues le long du profil du cadre du voûtain, leur torse plié à quatre-vingt-dix degrés et tourné vers l’extérieur, la tête de profil, leurs bras tournés vers l’arrière, vers la tête centrale du bélier et les rubans dorés qui y sont suspendus.
Ils ont été réalisés à partir du même carton renversé, avec quelques différences évitant une symétrie trop rigide : par exemple, la physionomie des visages est différente.